# Salindres
Salindres ist eine französische Gemeinde im Département Gard in der Region Okzitanien. Sie gehört zum Arrondissement Alès und ist Teil des Kantons Alès-2.

## Geographie
Die Gemeinde liegt am Fluss Avène in den Cevennen. Umgeben wird Salindres von den Nachbargemeinden Rousson im Norden, Servas im Osten und Südosten, Mons im Süden sowie Saint-Privat-des-Vieux im Westen und Südwesten.

## Bevölkerung
Die Gemeinde hat 3648 Einwohner (Stand: 1. Januar 2022).
Bevölkerungsentwicklung
| Jahr      | 1911 | 1962 | 1968 | 1975 | 1982 | 1990 | 1999 | 2006 | 2011 |
| --------- | ---- | ---- | ---- | ---- | ---- | ---- | ---- | ---- | ---- |
| Einwohner | 2800 | 3889 | 3845 | 3666 | 3459 | 3213 | 3055 | 3056 | 3145 |

## Sehenswürdigkeiten

### Arbeitersiedlung
1912 wurde die Gesellschaft Société française des maisons et constructions moulées gegründet, um aus einem Stück gegossene Beton-Fertighäuser zu errichten. Sie verwendete dabei einen Flüssigbeton, den Thomas Alva Edison für diesen Zweck entwickelt hatte. Aufgrund der hohen Kosten für die Gussformen rentierte sich das nur, wenn mindestens 50 Häuser zugleich errichtet wurden. In Salindres, wo eine Arbeitersiedlung für ein Aluminiumwerk errichtet werden sollte, bot sich erstmals die Gelegenheit dazu. Hier wurde 1912–1914 ein geschlossenes Viertel (heute: Quartier des maisons moulées) mit 56 einzelnen Häusern gegossen. Dabei wurden vier verschiedene Typen verwendet, überwiegend kostengünstige, zweigeschossige Doppelhäuser mit je vier oder fünf Wohnungen. Die 18 eingeschossigen Häuser enthalten dagegen je eine größere Wohnung mit fünf Zimmern. Es handelt sich um die Häuser in dem Straßengitter Rue Jean-Baptiste Dumas, Rue Adrien Badin, Rue Sainte Claire Deville und Rue Pasteur mit den querenden Straßen Rue du 19 Mars 1962, Rue de Verdun und Rue de la Marne. Hier entstand die weltweit erste geschlossene Siedlung aus gegossenen Betonhäusern.

### Weitere Sehenswürdigkeiten
- Kirche Saint-André
- Bécamel-Turm, errichtet 1143 durch den Templerorden

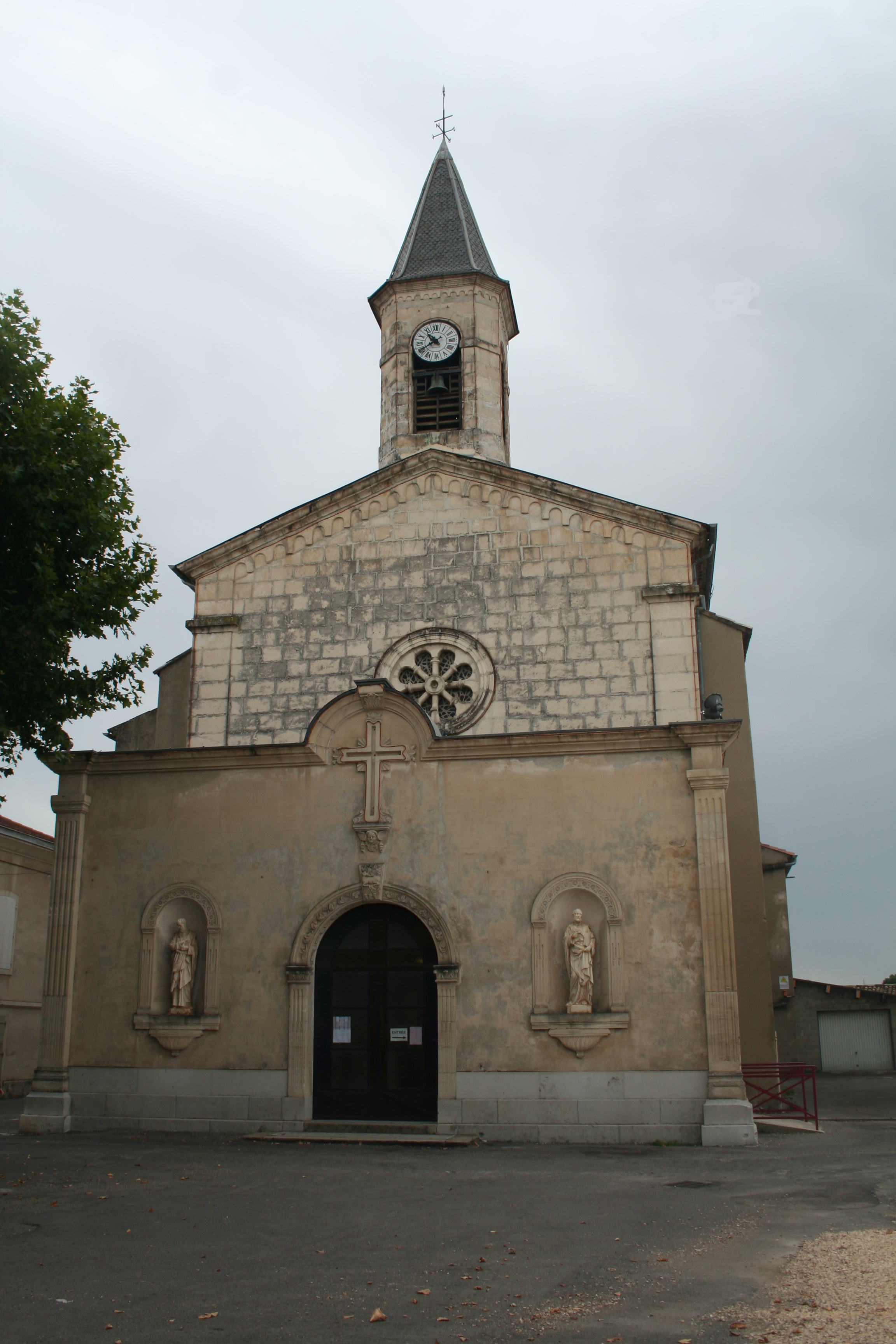
Kirche Saint-André
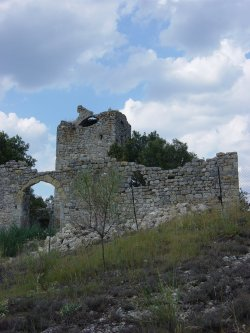
Bécamel-Turm

## Gemeindepartnerschaft
Mit der rumänischen Gemeinde Lipova besteht seit 1990 eine Partnerschaft.

## Persönlichkeiten
- Roger Dumas (1897–1951), Komponist
- Jean-Philippe Gatien (* 1968), Tischtennisspieler